# 台吉
台吉是蒙古贵族的称号，清代正式成为清廷授予蒙古王公的爵位。

## 蒙古诸部
北元灭亡後，本部的蒙古人将成吉思汗后裔的黃金家族成员称为台吉，音变自汉语词汇“太子”，其中地位较高的称为“珲台吉”或“黄台吉”，即“皇太子”之音转。

## 清代

### 爵位
在清代，台吉成为蒙古贵族的一种爵位。除了内、外札萨克蒙古的博尔济吉特氏的汗、王、贝勒、贝子、公等王公外，其他贵族均为台吉。有执政的札萨克台吉，有闲散（不执政）的台吉，有世袭的台吉，也有不世袭的台吉。部分卫拉特的绰罗斯氏贵族及回部王公，也有台吉称号。
顺治十八年（1661年），清廷将台吉衔升至相当于一品至四品的官员地位。死后，爵位由其子孙或亲生兄弟继承。乾隆十七年（1725年）规定，成年的汗、亲王的儿子与弟弟为一等台吉，郡王、贝勒的儿子和弟弟为二等台吉，贝子、贝勒（旗内爵位，与之前的贝勒有别，指一般的王公）的儿子和弟弟为三等台吉。一、二、三、四等台吉的子孙皆为四等台吉。台吉的众子中只有一人可继承爵位。未成年，但获恩准得爵位者同其他成年台吉无异。

### 协理台吉
除担当札萨克的台吉外，各旗的执政台吉（塔布囊）还包括协理，“协理”协同札萨克办理旗务，每旗有二或四名（在土默特左翼旗、喀喇沁三旗無台吉而称塔布囊）。遇有缺出，由札萨克会同盟长于闲散王以下，台吉（塔布囊）以上，保举正陪送部，引见补放。当旗内札萨克缺员时，协理台吉可代行札萨克职能。另有派驻衙署、驿站、军台、卡伦、牧厂、屯田等处当差的各级台吉。
而内外札萨克蒙旗、新疆回旗的大多旗均有協理一職（外札薩克僅個別旗無协理台吉），協理以下设置「管旗章京」、「梅伦章京」（副章京）、「扎兰章京」（参领）。清代蒙旗之中，管旗章京从闲散台吉中任命，其任命只需札萨克与盟长商定，不需大清皇帝批准。梅伦章京员数取决于旗内佐领（苏木）数量，十佐领以内的旗设副章京一员，十佐领以上的旗可设二至三员。副章京以下由札萨克任命。扎兰章京是分管军事的官员，每5个佐领设扎兰章京一员，由札萨克、台吉从闲散台吉中任命。

### 其他
台吉也是清政府對歸附的哈薩克部落「比」的封號。

### 书目
- 道光重修《理藩院则例》武英殿本
- 乾隆《大清会典则例》四库全书本